# Любен Димитров (скулптор)
 Тази статия е за българския скулптор.  За редактора на в. „Македонска трибуна“ вижте Любен Димитров (МПО).  
Любен Димитров Стойчев е български скулптор и народен художник. Определян е като наследник на скулпторите Марин Василев и Любомир Далчев, и е сочен за един от пионерите на декоративно-монументалната пластика в българското изобразително изкуство.

## Биография
През 1930 г. завършва специалност скулптура в Художествената академия, в класа на проф. Иван Лазаров. През 1931 г. става един от съоснователите на Дружеството на новите художници; член е и на дружеството „Родно изкуство“. От 1939 г. ръководи ателие по художествено камеделие, а от 1954 година преподава декоративно-монументална скулптура в Академията. Доцент е от 1964 г., а професор – от 1969 г.

## Творчество
Димитров е автор на множество паметници, барелефи, скулптурни портрети и взема участието в оформлението на представителни сгради като тази на Българската народна банка, Министерството на отбраната, Министерството на вътрешните работи, Народната библиотека. През 1972 – 1976 г. участва в реконструкцията на Народния театър „Иван Вазов“. С архитект Иван Васильов, създават архитектурно-скулптурното оформление на интериора на Паметника на свободата на връх Шипка. Негово дело са двуфигурните композиции „Слава и Изкуство“ и „Драма и Поезия“, фигурите, разположени в нишите на страничните фасади и двете алегорични фигури, „Театър“ и „Музика“, които се намират във фоайето на първи балкон. През 1986 г. Димитров извайва алегоричните фигури „Пластични изкуства“, „Слава“, „Архитектура“, „Мисъл“, „Книжнина“ и „Плодородие“ за фасадата на Галерията за чуждестранно изкуство.
Прави скулптурни портрети на Александър Балабанов, Владимир Трандафилов, Добри Немиров, Елин Пелин, Илия Бешков, Йордан Йовков, Константин Петканов, Людмил Стоянов, Петър Райчев, Сава Огнянов, Сирак Скитник, Теодор Траянов, Тодор Влайков.
Сред известните творби на Димитров са и:
- лъвските фигури пред входа на библиотеката на Софийски университет (1932),
- скулптурната група „Българо-руска бойна дружба“ (1957) и релефите „На стража“ и „След боевете на връх Шипка“ (1977) на връх Шипка,
- паметника на Хаджи Димитър на връх Бузлуджа (1961),
- барелефа „Пленяването на Осман паша“ в Плевен (1964),
- паметник на плодородието на входа на Габрово с фигура на конник (1965),
- пластичното оформление на моста на река Банщица в Кюстендил с 4 фигури (1969),
- паметник „Победата на Ивайло“ в местността Демир Капия, Котелско (1980).

Любен Димитров е удостоен с орден „Червено знаме на труда (БНР)“ през 1964 година, със званието „заслужил художник“ през 1969 година, и с орден „Народна република България“ – II степен през 1974 г.